# Ангола на Светском првенству у атлетици на отвореном 2015.
Ангола је учествовала на Светском првенству у атлетици на отвореном 2015. одржаном у Пекингу од 22. до 30. августа. Репрезентацију Анголе представљала је једна атлетичарка која се такмичила у трци на 100 метара,
На овом првенству Ангола није освојила ниједну медаљу. Адријана Алвес је поставила нови лични рекорд.

## Резултати

### Жене
| Атлетичарка    | Дисциплина | Лични рекорд | Квалификације | Квалификације | Полуфинале        | Полуфинале        | Финале            | Финале     | Детаљи                                    |
| Атлетичарка    | Дисциплина | Лични рекорд | Резултат      | Место         | Резултат          | Место             | Резултат          | Место      | Детаљи                                    |
| -------------- | ---------- | ------------ | ------------- | ------------- | ----------------- | ----------------- | ----------------- | ---------- | ----------------------------------------- |
| Адријана Алвес | 100 м      | 12,20        | 12,19 ЛР      | 7 у гр. 5     | Није се пласирала | Није се пласирала | Није се пласирала | 46/52 (54) | Архивирано на веб-сајту (25. август 2015) |